# Nicholas Trivet
Nicholas Trivet O.P. (c. 1258, Norfolk - † c. 1328) fou frare dominic historiador i filòleg anglès.

## Biografia
Nicholas Trivet era fill de Sir Thomas Trivet de Norfolk, cap de justícia al tribunal reial. Fou un cavaller educat a Oxford i després a la Universitat de París. En aquesta ciutat inicià les seves investigacions. De retorn a Anglaterra, entrà a l'Orde de Predicadors. Fou professor a Oxford, universitat de la qual a més fou rector en dues ocasions. Segons Cristoforo Baggiolini, es traslladà al sud de França, on destacà pel seu zel contra els heretges abans de desplaçar-se a Itàlia, on a la lluita de les ciutats lliures i els senyors de Llombardia contra els heretges piemontesos, pel que sembla, animà les tropes catòliques amb armadures i un gran crucifix.
S'han conservat divuit obres de Nicholas Trivet. Escrigué en llatí una Expositio super librum Boecii Consolatione (Explicació del Consol de la Filosofia de Boeci), uns Annales Sex regum Angliæ (Annals dels sis reis d'Angalterra), que començà el 1136 amb el regnat d'Esteve i acabà el 1307 amb la mort d'Eduard I, uns Annales ab origine Mundi ad Christum (Annals des dels orígens del món fins a Crist), un comentari sobre La ciutat de Déu de Sant Agustí d'Hipona, així com un comentari sobre les tragèdies de Sèneca que anuncia ja el Renaixement.
També escrigué en anglonormand el 1334 la Cronicles que frère Nichol Trivet escrit à ma dame Marie la filhe moun seignour le roi d'Engleterre Edward le filtz Henri (Cròniques que frai Nichol Trivet escriu per a la meva senyora Maria, la filla del meu senyor el rei d'Anglaterra Eduard el fill d'Enric) per a la filla d'Eduard I, la princesa Maria, que es feu monja el 1285 a Amesbury i que conté la Història de Constance, que serví d'inspiració tant a Geoffrey Chaucer com a John Gower.
L'obra literària de Nicholas Trivet com comentarista de Titus Livi, Juvenal, Ovidi, Sèneca o Aristòtil supera tot allò que s'escrigué durant el seu segle a Anglaterra. I respecte de la seva tasca d'exegesi bíblica, supera també tot el que es feu a l'edat mitjana. El seu treball de cronista també li valgué una gran reputació de fiabilitat que serví perquè fos conegut més enllà de les fronteres del seu país i per aconseguir que el propi papa Joan XXII li sufragués les investigacions.

## Obra
- Nicholas Trivet, Cronicles que frère Nichol Trivet escrit à ma dame Marie la filhe moun seignour le roi d'Engleterre Edward le filtz Henri, Paris, Bibliothèque nationale de France, Manuscrit Fr. 9 687
- Annales sex regum Angliæ, qui a comitibus Andegavensibus originem taxerunt, Londini, sumptibus Societatis, 1845
- Exposicio Fratris Nicolai Trevethi Anglici Ordinis Predicatorum super Boecio De consolacione, Éd. Edmund T. Silk, Library of Congress, Jefferson, LJ139B, 1986
- Commento alla Medeea di Seneca Nicola Trevet, Éd. Luciana Roberti, Bari, Edipuglia, 2004 ISBN 88-7228-400-7
- Commento alla Phaedra di Seneca Nicola Trevet, Éd. Maria Chiabó, Bari, Edipuglia, 2004 ISBN 88-7228-393-0
- Commento alle Troades di Seneca Nicola Trevet, Éd. Marco Palma, Roma, Edizioni di storia e letteratura, 1977
- Sacre pagine professorum ordinis predicatorum Thome Valois & Nicolai Triveth in libros beati Augustini de civitate dei commentaria online en Gallica